# Isiah Young
Isiah Young (Junction City, 5 gennaio 1990) è un velocista statunitense.
È stato l'85º atleta della storia a scendere sotto la barriera dei 10" sui 100 metri piani.

## Palmarès
| Anno | Manifestazione   | Sede     | Evento      | Risultato  | Prestazione | Note                                     |
| ---- | ---------------- | -------- | ----------- | ---------- | ----------- | ---------------------------------------- |
| 2012 | Giochi olimpici  | Londra   | 200 m piani | Semifinale | 20"89       |                                          |
| 2013 | Mondiali         | Mosca    | 200 m piani | Semifinale | 20"36       |                                          |
| 2014 | World Relays     | Nassau   | 4×200 m     | Finale     | dq          |                                          |
| 2015 | World Relays     | Nassau   | 4×200 m     | Finale     | dq          | [ 1 ] [ 2 ]                              |
| 2015 | Mondiali         | Pechino  | 200 m piani | Batteria   | 20"51       |                                          |
| 2017 | World Relays     | Nassau   | 4×200 m     | Argento    | 1'19"88     | [ 3 ]                                    |
| 2017 | Mondiali         | Londra   | 200 m piani | 8º         | 20"64       |                                          |
| 2019 | World Relays     | Yokohama | 4×100 m     | Argento    | 38"07       | Miglior prestazione personale stagionale |
| 2022 | Campionati NACAC | Freeport | 4x100 m     | Oro        | 38"29       |                                          |

## Campionati nazionali
- 1 volta campione nazionale dei 200 m piani (2013)

## Altre competizioni internazionali
2016
- 6º al Doha Diamond League ( Doha), 200 m piani - 20"29
- 5º allo Shanghai Golden Grand Prix ( Shanghai), 100 m piani - 10"22
- 8º al Golden Gala Pietro Mennea ( Roma), 100 m piani - 10"26
- 5º al Birmingham Grand Prix ( Birmingham), 100 m piani - 10"25
- 6º al Birmingham Grand Prix ( Birmingham), 200 m piani - 20"65
- Argento ai London Anniversary Games ( Londra), 100 m piani - 10"07

2017
- 4º all'Athletissima ( Losanna), 100 m piani - 10"00
- Bronzo ai London Anniversary Games ( Londra), 100 m piani - 10"07
- Bronzo ai London Anniversary Games ( Londra), 200 m piani - 20"24
- Argento all'Herculis ( Monaco), 100 m piani - 9"98
- 8º al Birmingham Grand Prix ( Birmingham), 200 m piani - 20"55
- 5º al Weltklasse Zürich ( Zurigo), 100 m piani - 10"10
- 5º al Memorial Van Damme ( Bruxelles), 100 m piani - 10"22